# Anthicus plectrinus
Anthicus plectrinus är en skalbaggsart som beskrevs av Thomas Casey 1904. Anthicus plectrinus ingår i släktet Anthicus och familjen kvickbaggar. Inga underarter finns listade i Catalogue of Life.